# Müller Weingarten
La Müller Weingarten AG è stata un'azienda con sede a Weingarten, in Germania, costruttrice di macchine in particolare di presse. Fu specializzata nelle presse in particolare per il settore automobilistico. Fu il principale fornitore a livello mondiale di presse idrauliche per la pressatura di lamiere nel settore automotive.
Nel 2007 viene acquisita dalla tedesca Schuler AG di Göppingen. Assieme formarono il 35% del mercato delle presse a livello mondiale.
Il 1º dicembre 2007, Oskar Frech GmbH + Co. KG di Schorndorf acquista la divisione di pressofusione della Müller Weingarten AG.
Il 26 gennaio 2011 la Schuler ingloba la Müller Weingarten AG.
Nel novembre 2019 la sede viene smantellata e l'area venduta alla austriaca i+R Gruppe per uso abitativo e commerciale.

## Storia

### Weingarten

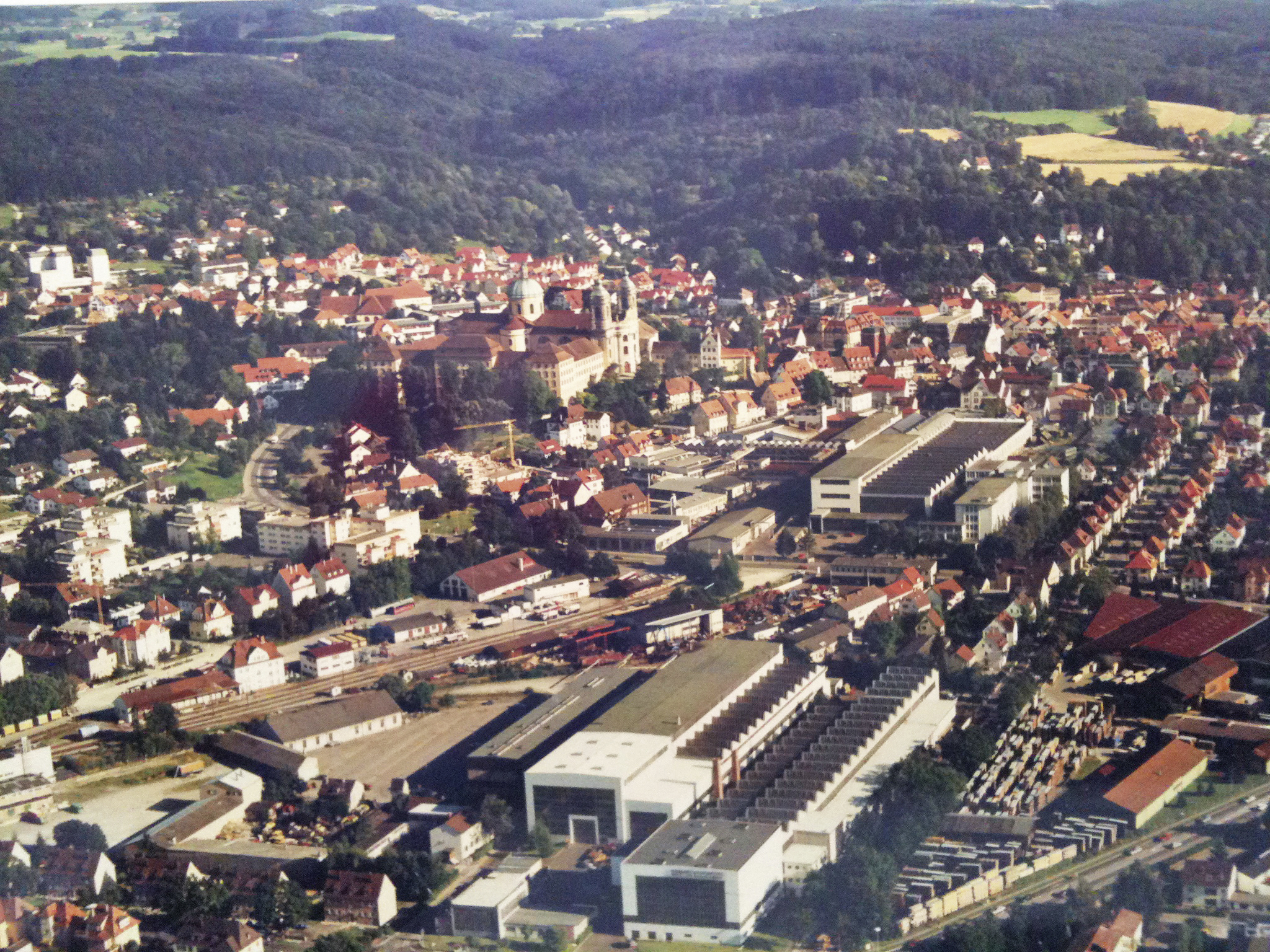
Sede Müller Weingarten (1990)

Nel 1866 viene fondata un'officina da Johannes Michael Schatz a Weingarten. Il figlio di questi, Heinrich, ereditò l'attività dopo la morte del padre. Heinrich Schatz fondò quindi una società per la fabbricazione di macchine per ricamo con punto a catenella, e dal 1872 di macchine per lavorare lamiere. Nel 1898 la società divenne una società per azioni: Maschinenfabrik Weingarten vorm. Hch. Schatz AG. Nel 1925 iniziò la produzione di presse per il settore automobilistico. Dopo lo smantellamento del secondo dopoguerra ad opera degli Alleati, la fabbrica venne rifondata nel 1958.

### Müller
Nel 1863, Fritz Müller a Esslingen am Neckar fondò un'officina da fabbro. Dal 1870 iniziò la fabbricazione di presse idrauliche.
Nel 1981 la società divenne Maschinenfabrik Müller Weingarten AG con la fusione di Maschinenfabrik Weingarten AG di Weingarten e la Müller Pressen- und Maschinenfabrik GmbH di Esslingen. Nel 1982 i dipendenti erano 2.500. Nel 1988 venne fondata la società figlia negli USA. Nel 1994 nasce la Müller Weingarten AG.